# Rivière du Sault à la Puce
Pour les articles homonymes, voir Sault et Rivière du Sault.
La rivière du Sault à la Puce coule vers le sud, sur la rive nord du fleuve Saint-Laurent, dans la municipalité de Château-Richer, dans la municipalité régionale de comté (MRC) de La Côte-de-Beaupré dans la région administrative de la Capitale-Nationale, dans la province de Québec, au Canada.
La partie inférieure de cette petite vallée est desservie par l'avenue Royale (route 360) et la route 138 qui longe la rive nord de l'estuaire fluvial du Saint-Laurent. La route de Saint-Achillée dessert la partie intermédiaire et supérieure. La sylviculture constitue la principale activité économique de cette vallée ; les activités récrétouristiques, en second ; l'agriculture (partie inférieure) en troisième.
La surface de la rivière du Sault à la Puce est généralement gelée du début de décembre jusqu'à la fin de mars ; toutefois la circulation sécuritaire sur la glace se fait généralement de la mi-décembre à la mi-mars. Le niveau de l'eau de la rivière varie selon les saisons et les précipitations ; la crue printanière survient en mars ou avril.

## Géographie

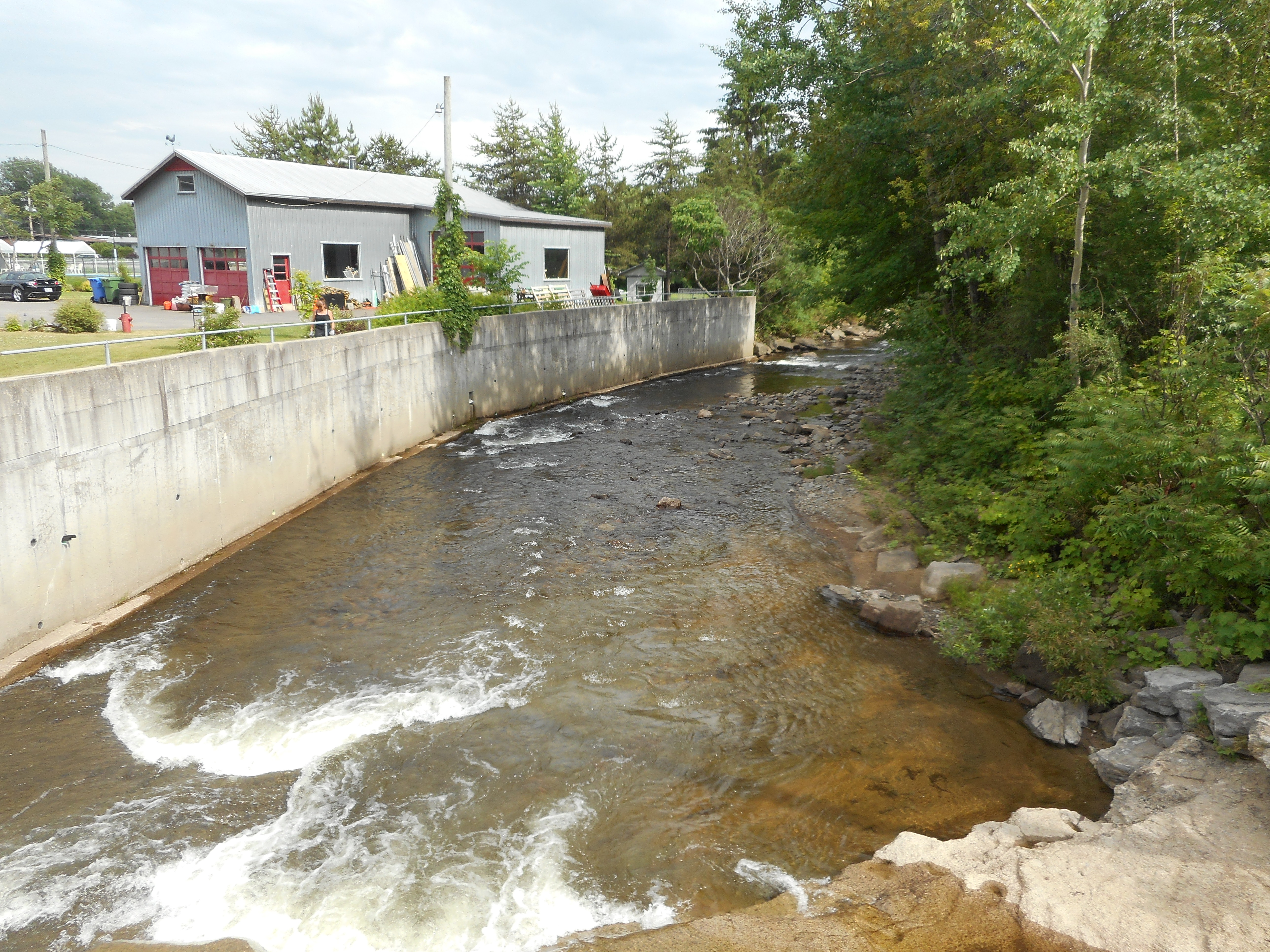
Rivière du Sault à la Puce

Les principaux bassins versants voisins de la rivière sont :
- à l'ouest : rivière Le Moyne et rivière Cazeau ;
- au nord et à l'ouest : rivière Montmorency ;
- à l'est : rivière des Sept Crans et Rivière aux Chiens Nord-Ouest.

D'une longueur de d'environ 20 km, la rivière du Sault à la Puce prend sa source au lac du même nom à 494 mètres d'altitude, dans la partie nord de la municipalité de Château-Richer. À partir du lac du Sault à la Puce, la rivière descend vers le sud sur :
- 8,3 km jusqu'au hameau de Saint-Achille-de-Montmorency ;
- 5,5 km jusqu'à la décharge d'une petite rivière venant de Saint-Ignace (du nord-ouest) ;
- 6,4 km jusqu'à l'embouchure qui se déverse dans le fleuve Saint-Laurent[1].

Dans sa descente, la rivière traverse à priori une zone montagneuse. Puis elle coule en une série de petites cascades, dont l'une atteint 18 m dans la falaise dite la Grande Côte. Puis la rivière traverse la zone urbaine dans le hameau Lefrançois et Sault-à-la-Puce. Dans la zone à l'ouest de l'embouchure, une marina a été aménagée sur le fleuve Saint-Laurent et un brise-lame protège le bassin des fortes vagues.

## Toponymie

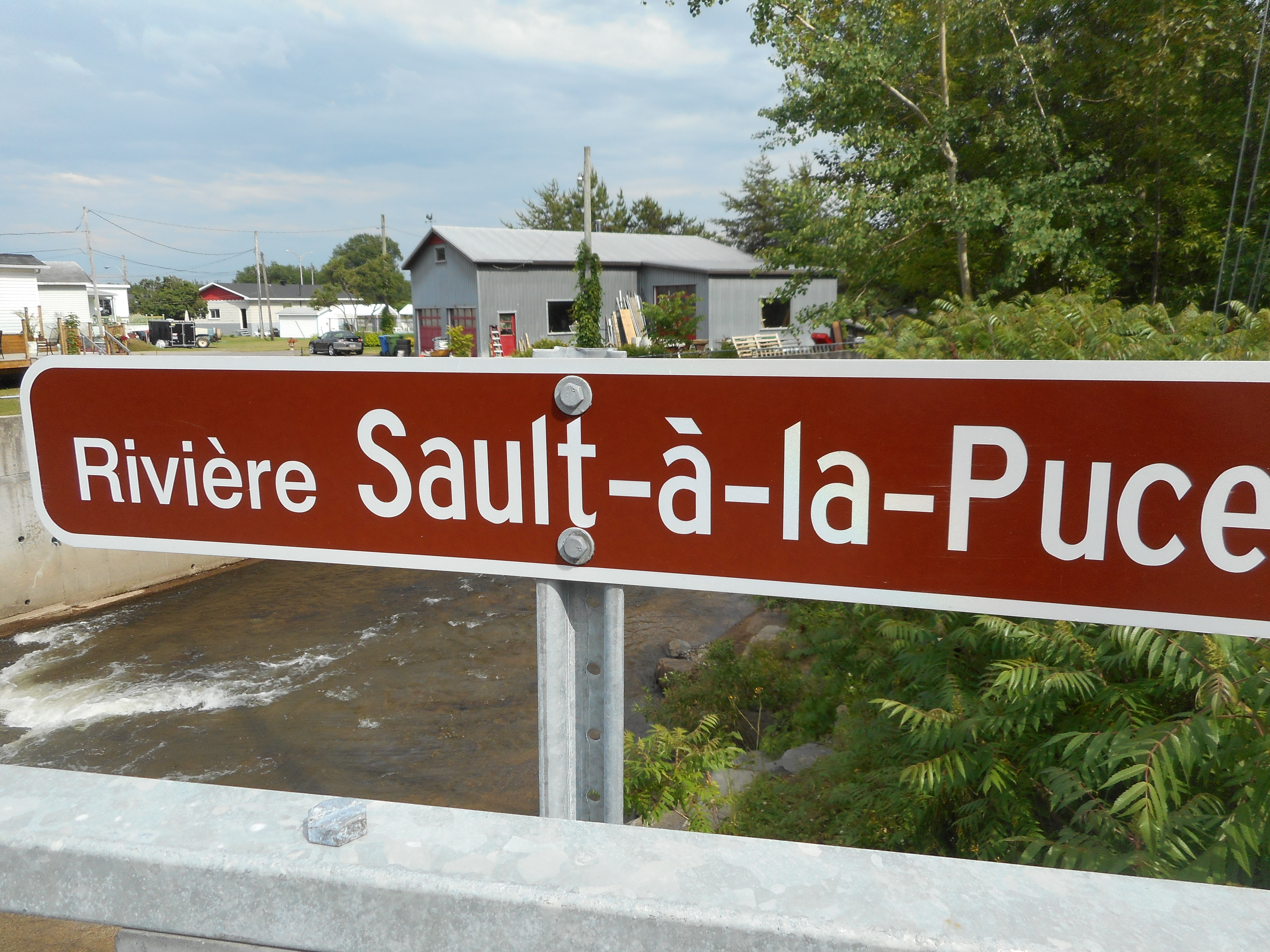
Enseigne sur le pont de la route 360.

Cet hydronyme figure sur une carte de 1641 conçue par Jean Bourdon, sous la graphie de rivière du Sault à la Pusse. Dans l'ouvrage sur les Noms Géographiques de la Province de Québec, publié en 1906, par Pierre-Georges-Roy, Lévis, page 437 : «Sault à la Puce (Montmorency) - Le 2 mai 1640, Adrien d'Abancour dit la Caille et Étienne Sevestre partirent de Québec pour aller chasser dans les îles. Les vents ayant ét fort impétueux, ils se noyèrent. On lit au vieux registre de Notre-Dame de Québec: « La Pulce ayant été dépesché pour en tirer cognizance, après avoir fureté tous les lieux qu'il soulait cabaner et fait le tour des isles et tiré quantité de coups d'arquebuse, il est revenu à Québec sans en avoir rien appris. »
Cet hydronyme évoque la mémoire de ce citoyen de Québec qui donna son surmon à la rivière et au sault à la Puce.»
Le toponyme Rivière du Sault à la Puce a été officialisé le 5 décembre 1968 à la Banque des noms de lieux de la Commission de toponymie du Québec.

## Histoire

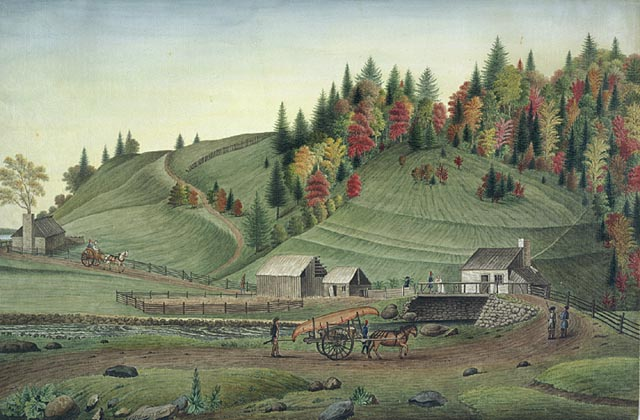
Pont sur la rivière du Sault à la Puce, en 1790.

La foresterie a été au cœur de l'activité économique de la région. La construction d'une scierie en 1940 en bordure de la rivière du Sault à la Puce généra une activité industrielle sur plusieurs années. Depuis le XIXe siècle, les activités récréotouristiques ont été mis en valeur la zone de la rivière. Le long de la route 138, l'industrie de la restauration, de l'hôtelerie et des services aux voyageurs est très développée. La population de Château-Richer réside surtout entre les bâtures du fleuve Saint-Laurent et la Grande Côte.